# Picasso96
Picasso96 – jeden z systemów obsługi kart graficznych w komputerach Amiga. Powstał w latach 90. XX wieku. Obecnie rozwijana wersja stała się częścią AmigaOS 4, działającego natywnie na procesorach PowerPC.
Systemem konkurencyjnym dla Picasso96 był CGX.